# Cybaeodamus nigrovittatus
Cybaeodamus nigrovittatus là một loài nhện trong họ Zodariidae.
Loài này thuộc chi Cybaeodamus. Cybaeodamus nigrovittatus được Cândido Firmino de Mello-Leitão miêu tả năm 1941.